# Orthocis platensis
Orthocis platensis es una especie de coleóptero de la familia Ciidae.

## Distribución geográfica
Habita en Buenos Aires (Argentina).